# Jan van Eyck
Jan van Eyck (Maaseik (?), ca. 1390 – Bruges, 9 de julho de 1441) foi um pintor flamengo do século XV, do gótico tardio, irmão de Hubert van Eyck. É considerado um dos melhores artistas e mais célebres dos flamengos primitivos pelas suas inovações na arte do retrato e da paisagem. Juntamente com Robert Campin, que trabalhava em Tournai, foi considerado um personagem-chave no criação da escola flamenga, dando ênfase à observação do mundo natural.
Teve como bases para a sua carreira artística os escultores Klaus Sluter e Melchior Broederlam, duas distintas personagens da arte flamenga. Foi um pintor igualmente caracterizado pelo naturalismo, imperando na sua obra meticulosos pormenores e vivas cores, além de uma extrema precisão nas texturas e na busca por novos sistemas de representação da tridimensionalidade, ou seja, a perspectiva. Van Eyck, porém, não recorria com tanta frequência à perspectiva, pintando, desta feita, a madeira em que concebia os seus quadros de branco, o que concedia à pintura um excepcional brilho e um ligeiro efeito de profundidade. A ressequida madeira era também polida. Tal diz-nos que o artista era muito inovador e até um pouco atrevido.

## Biografia
Foi, em 1425, nomeado por Filipe III da Borgonha pintor da corte da Flandres, cargo que conservou até à sua morte. A relação que mantinha com o duque era de tal importância, que este encarregou-o mesmo com alguns cargos e missões diplomáticas, sobretudo em Espanha, Portugal e Itália. A sua visita a estes países explica muitas das mudanças e inovações na arte, sofridas sobretudo em Portugal e na Itália. Nesta última, por exemplo, explica-se a grande influência dos primitivos flamengos com as ditas viagens de van Eyck ao país. Note-se, entre outros, a obra de Melozzo da Forlì. Em Portugal, um país sempre conservador e que "franzia o olho" às novas tendências, toda aquela arte gótica que ainda imperava no país, foi convidada a desaparecer. Esta radical mudança eventualmente pode ser visível nos famosos Painéis de São Vicente de Fora, pertencentes, hoje, ao acervo do Museu Nacional de Arte Antiga, em Lisboa.[carece de fontes?]
Existem certas especulações quanto à provável homossexualidade de van Eyck, com base nesta relação e na relação bastante afetiva com o casal Arnolfini e, em especial, com Giovanni di Nicolao Arnolfini.[carece de fontes?]

## Obra
É de relevo, na obra de van Eyck, a influência da pintura helenística. O artista costumava conceder profundidade e diversas sombras, mesmo nas zonas onde mais incidia a luz. Tal facto, pode ser considerado como uma iniciação ao realismo. Por outro lado, é interessante uma constante elementar, mas de profundo vigor, em quase toda a obra do artista flamengo: as figuras humanas aparecem representadas como se um monumento fossem. Note-se o quadro O Casal Arnolfini, em que, tanto Giovanna Arnolfini como o esposo, Giovanni Nicolao, são representados com recorrência a uma certa "monumentalidade".
Entre seus herdeiros diretos podemos mencionar Rogier van der Weyden, Hugo van der Goes, Petrus Christus, Konrad Witz, Hans Memling, Martin Schongauer e Mabuse
"Para levar a termo sua intenção de espelhar a realidade em todos os pormenores, Jan Van Eyck teve que aperfeiçoar a técnica pictórica. Foi ele o inventor da pintura a óleo. Existe muita discussão em torno do significado exato e da veracidade dessa asserção, mas os detalhes importam comparativamente pouco. A descoberta dele foi algo como a da perspectiva, que constituiu um evento inteiramente novo. O que ele realizou foi uma receita para a preparação de tintas, antes delas serem espalhadas no papel. Os pintores daquela época não compravam cores prontas em tubos ou outros recipientes. Tinham que preparar seus próprios pigmentos, sobretudo extraídos de plantas e minerais. Depois os pulverizavam, triturando-os entre duas pedras – ou mandando seus aprendizes triturarem-nos –, e antes de os usarem, adicionavam algum líquido aos pigmentos, a fim de converterem o pó numa espécie de pasta. Havia diversos métodos para fazer isso, mas durante a Idade Média o principal ingrediente do líquido era obtido do ovo, o que era muito adequado, salvo pelo inconveniente de secar muito depressa. Esta técnica é conhecida como têmpera. Aparentemente não muito satisfeito com esta fórmula, pois não permitia realizar transições suaves em que as tonalidades cromáticas se transformassem gradualmente de uma para outra. Usando óleo ao invés do ovo, Jan Van Eyck podia trabalhar muito mais devagar e com maior exatidão. Podia fazer cores lustrosas, suscetíveis de serem aplicadas em camadas transparentes ou "vidradas"; podia adicionar cintilantes detalhes em relevo com um pincel de ponta fina, e realizar todos os milagres de precisão e minúcia que espantaram seus contemporâneos e cedo levaram à aceitação geral do óleo como o veículo pictórico mais adequado."

## Galeria

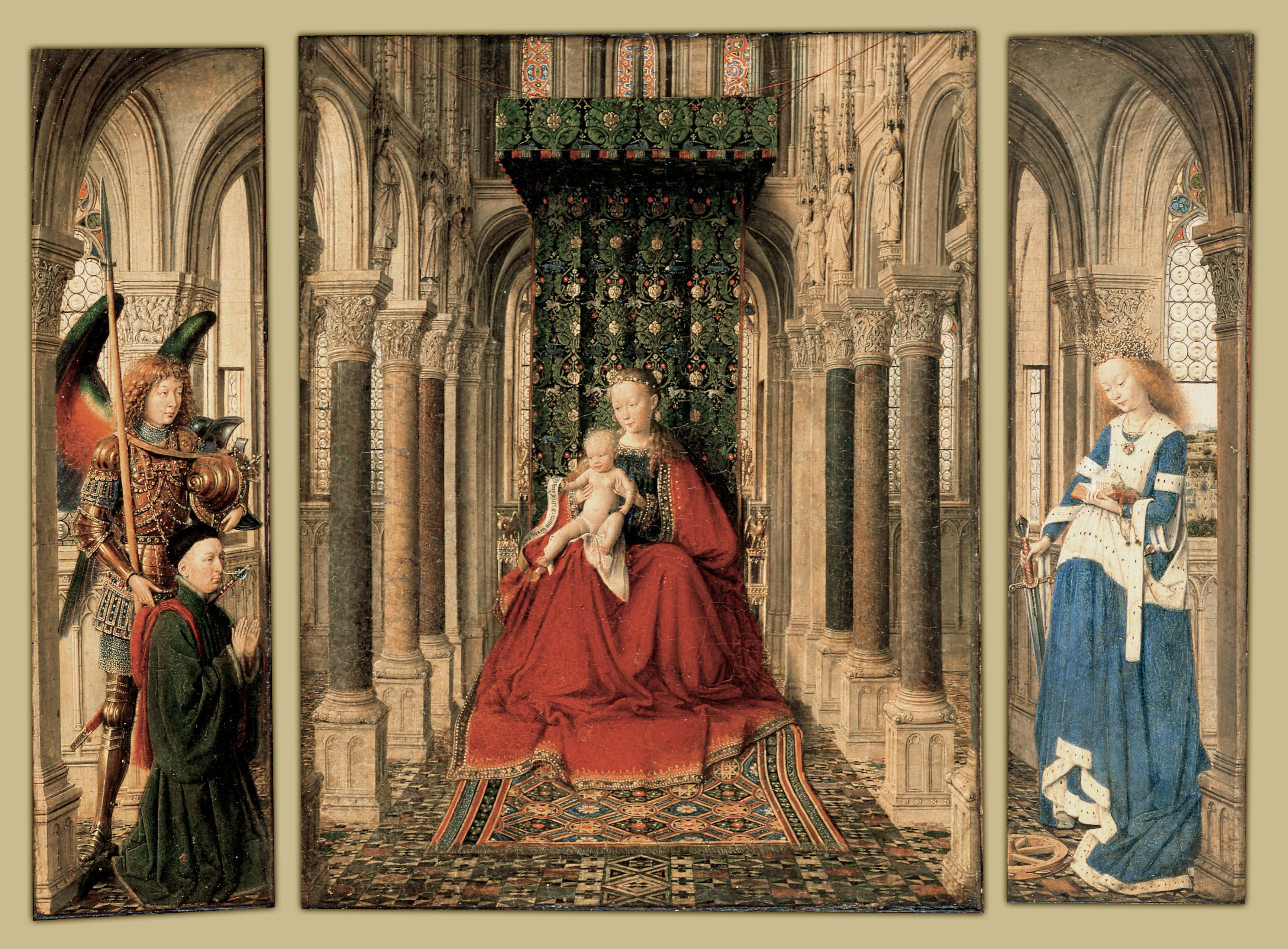
Tríptico de Dresden
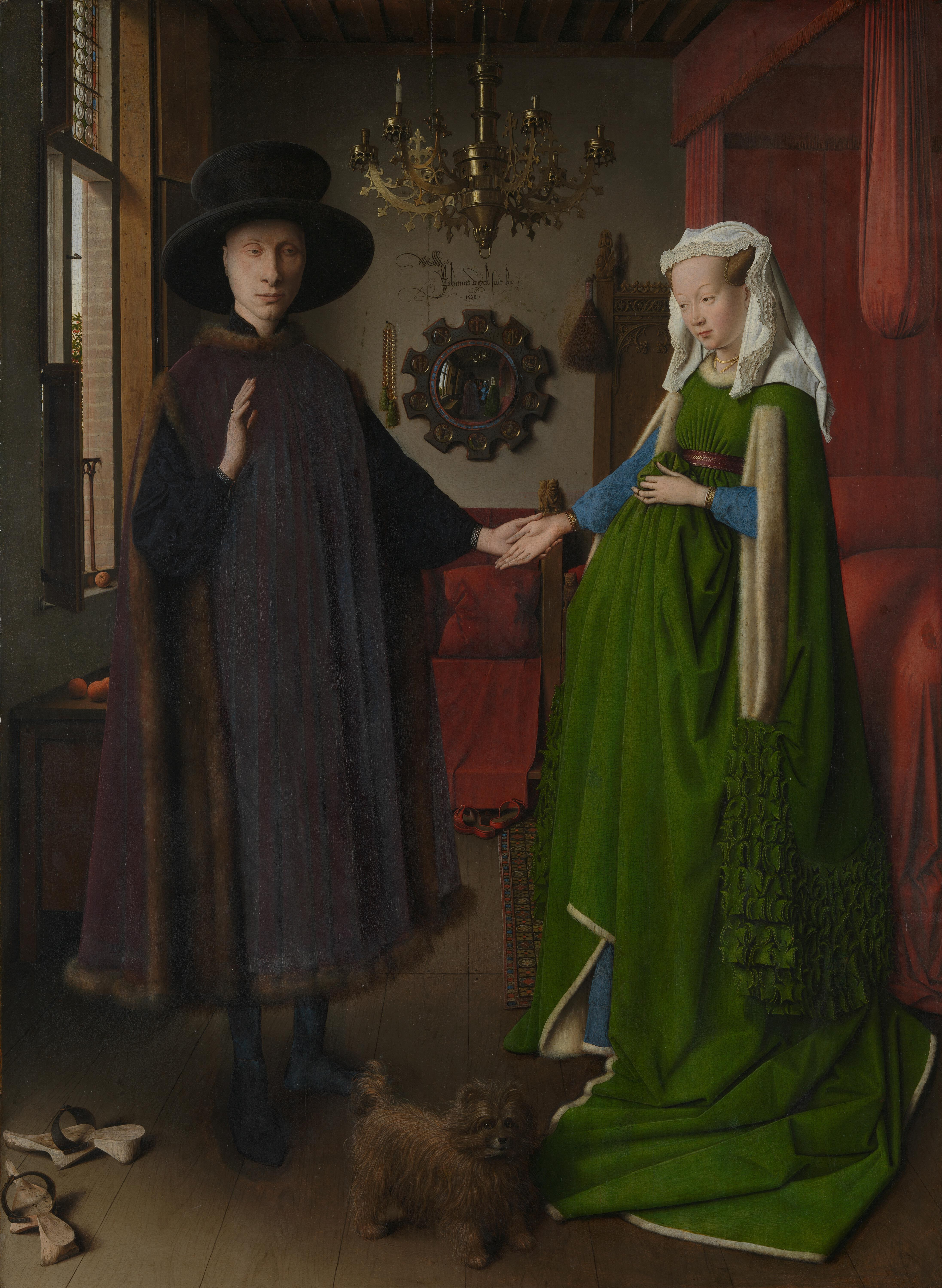
O Casal Arnolfini, 1434
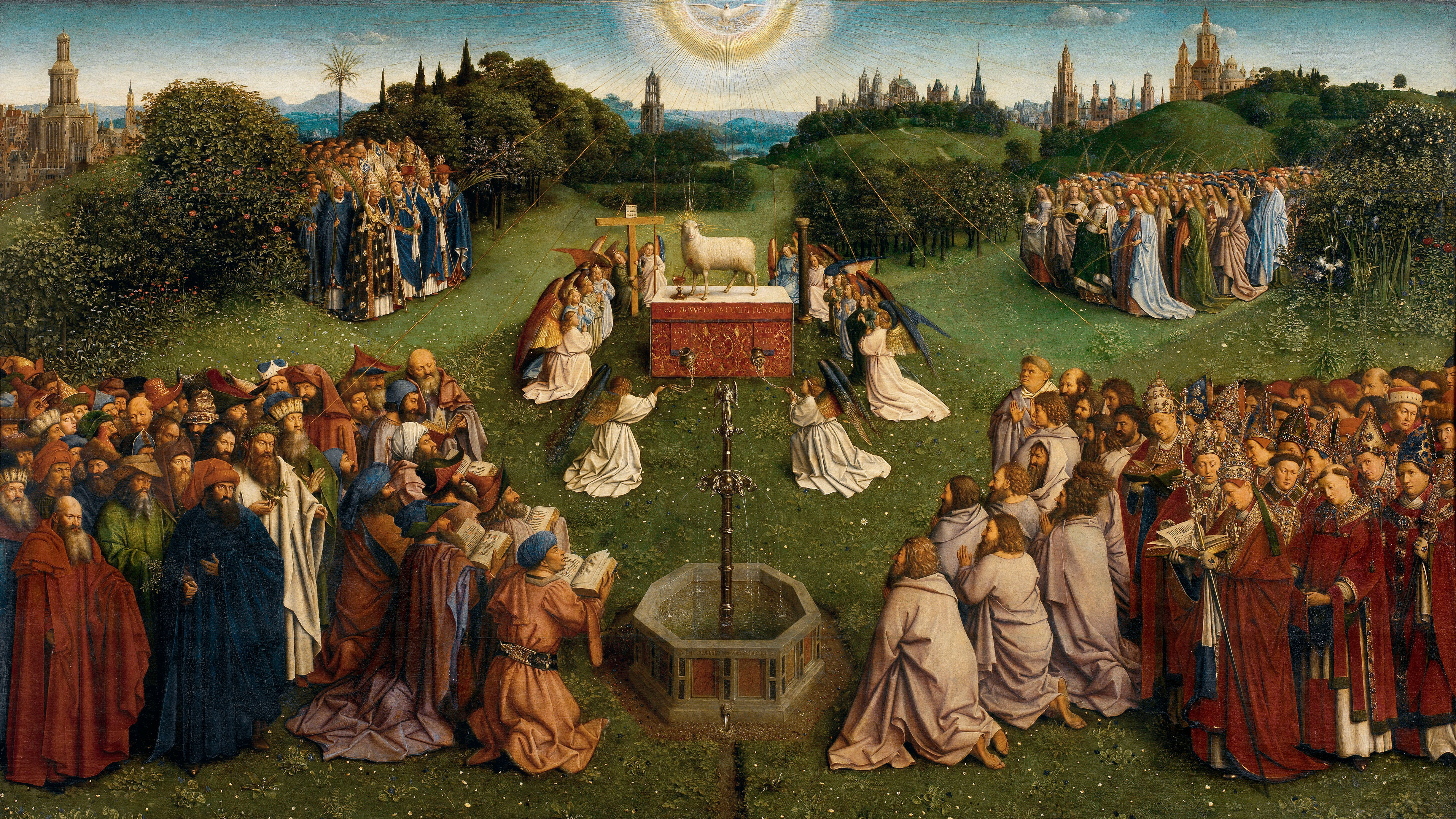
Adoração do Cordeiro Místico (parte do Retábulo de Gand)
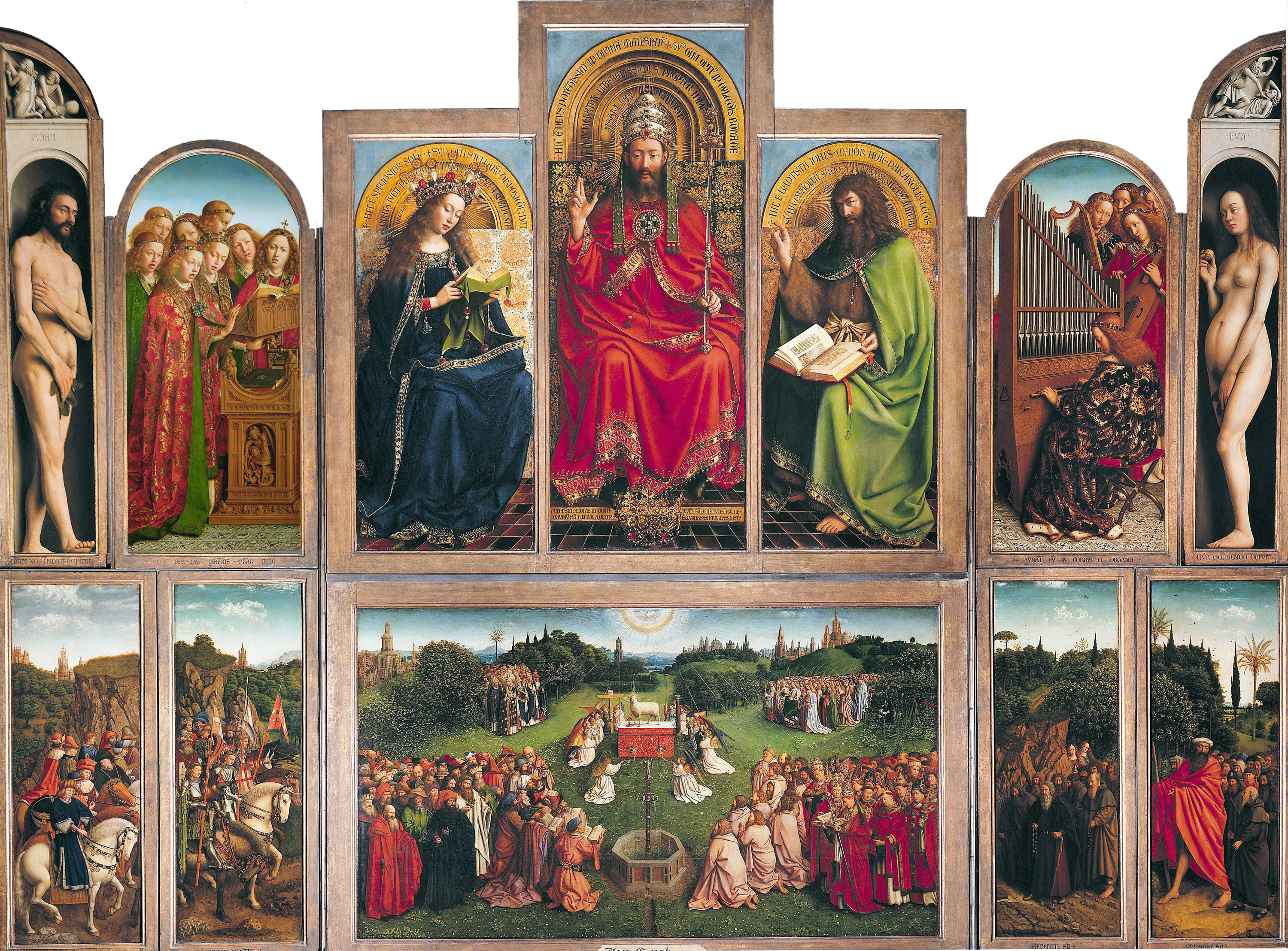
Altar de Ghent, Catedral de Saint Bravo, Ghent, Bélgica
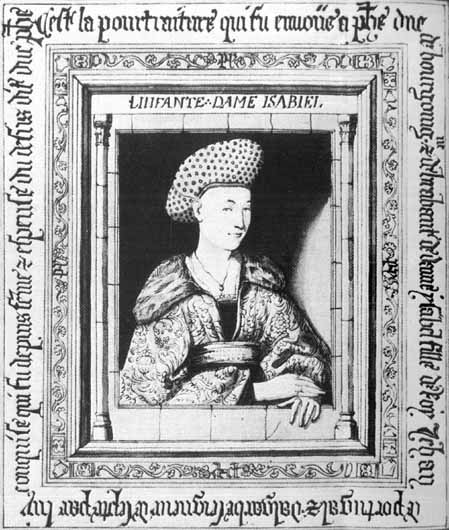
Retrato de Isabel de Portugal
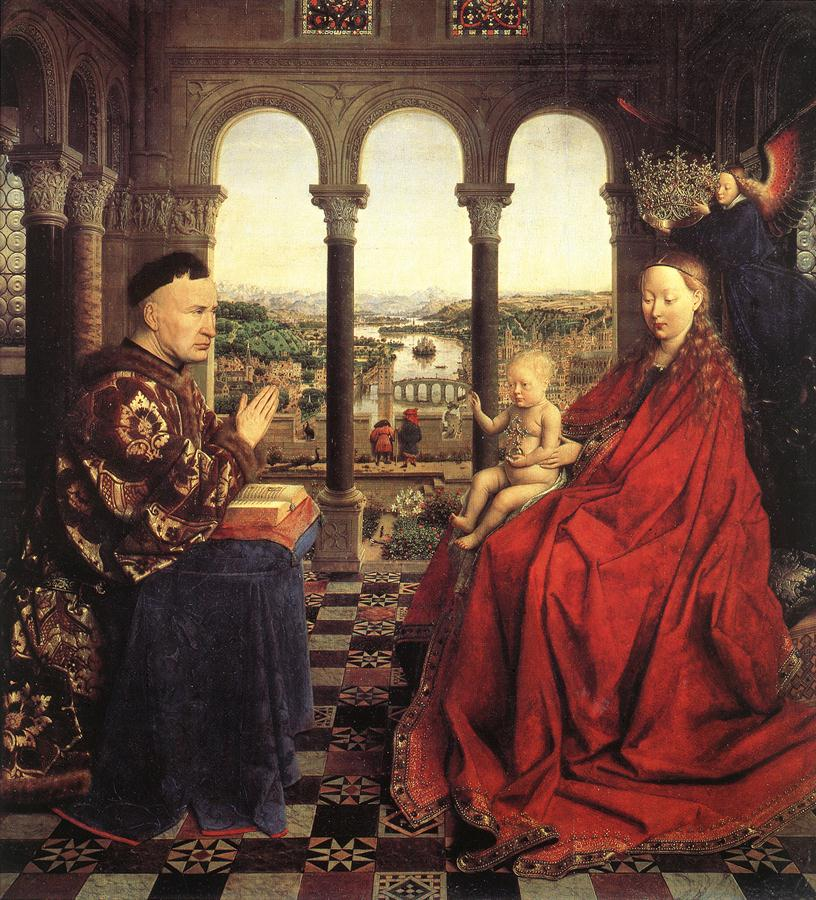
Madonna de Chancellor Rolin, c. 1435. Museu do Louvre, Paris]]
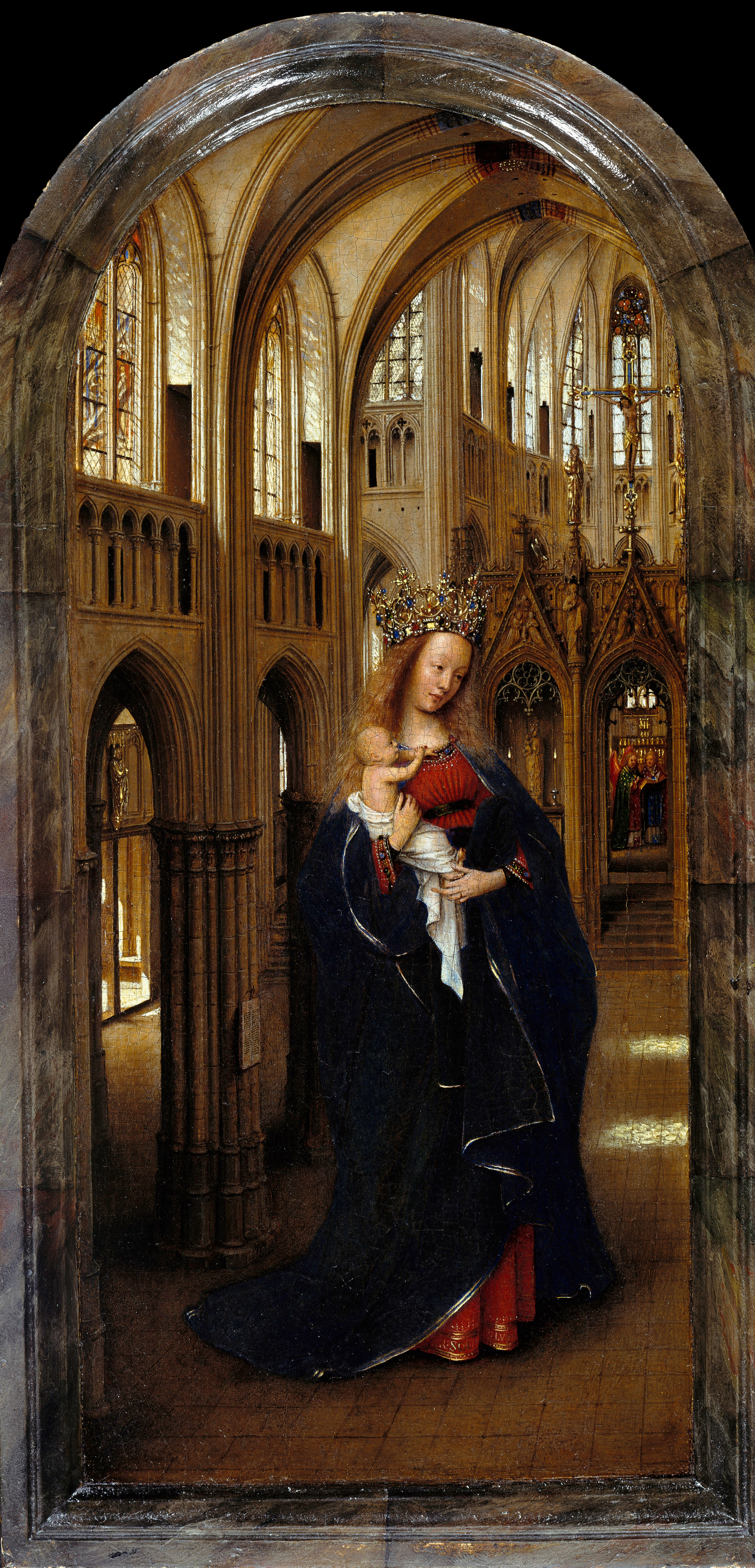
Madonna na Igreja, c. 1438–1440. Gemäldegalerie, Berlim
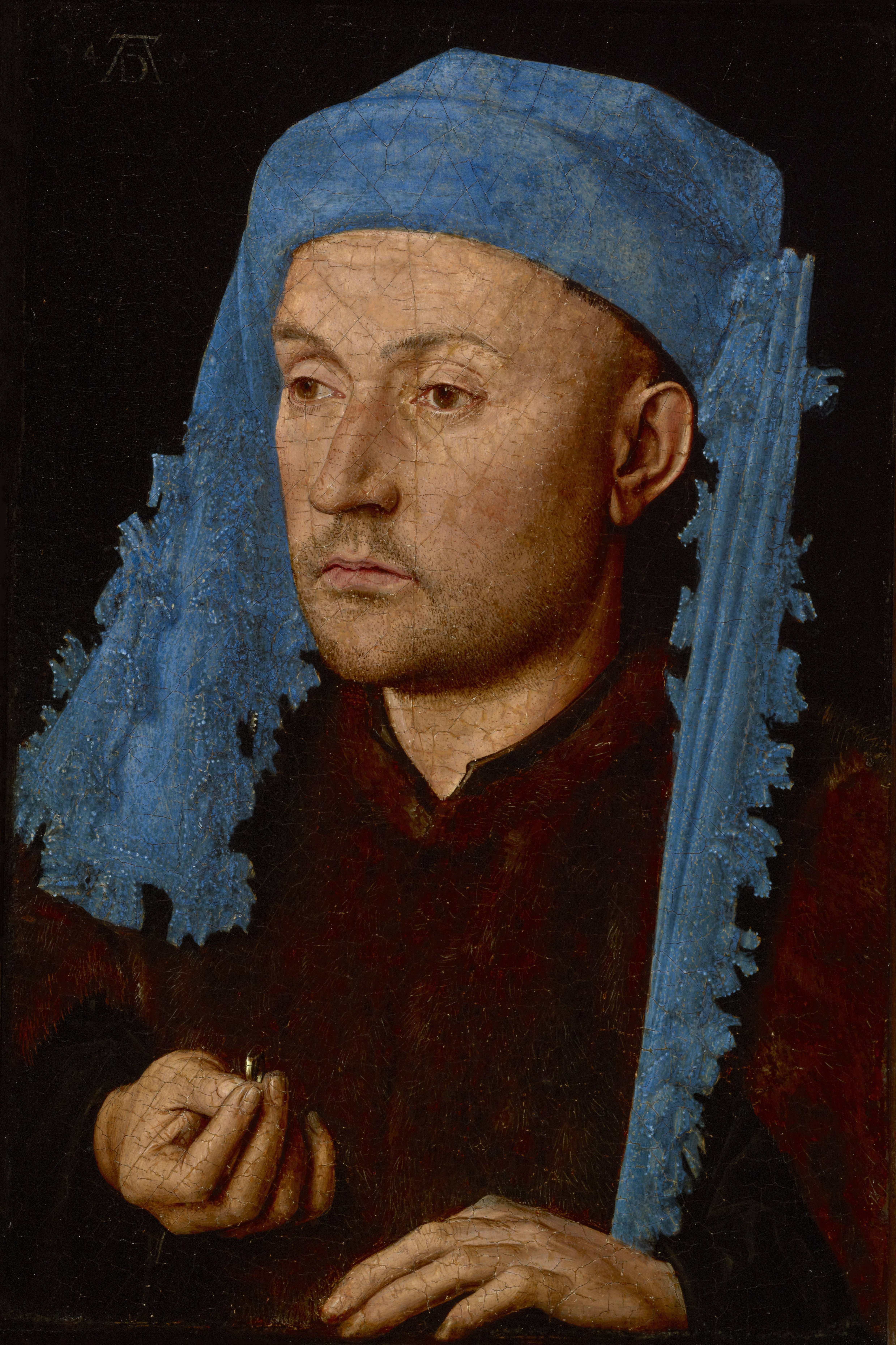
Retrato de homem com lenço azul, 1430–1433
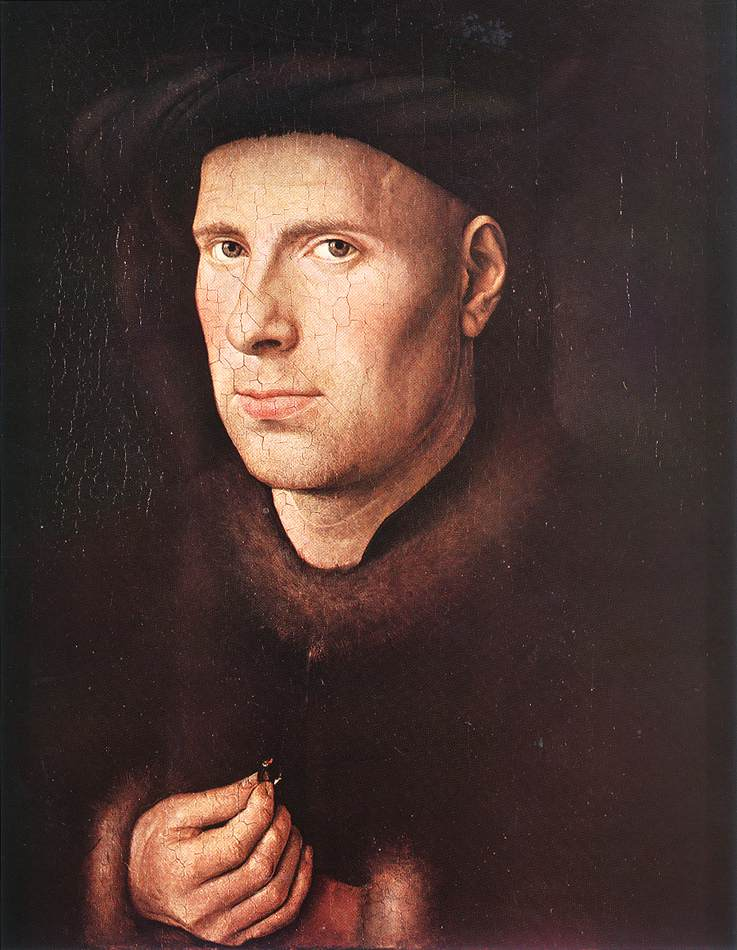
Retrato de Jan de Leeuw, 1436